# Fletcher Newell
Pour les articles homonymes, voir Newell.
Pas d'image ? Cliquez ici

a Compétitions nationales et continentales officielles uniquement.

b Matchs officiels uniquement.
Dernière mise à jour le 25 novembre 2024.
Fletcher Newell, né le 1er mars 2000 à Rangiora en Nouvelle-Zélande, est un joueur de rugby à XV international néo-zélandais. Il joue au poste de pilier droit avec les Crusaders en Super Rugby depuis 2021, et avec la province de Canterbury en NPC depuis 2020.

## Carrière

### En club
Fletcher Newell est originaire du nord de la région de Canterbury sur l'île du Sud, et grandit dans la ville de Rangiora,. Il est scolarisé à la Rangiora High School (en), et joue au rugby à XV avec l'équipe de l'établissement. Il évolue dans un premier temps au poste de troisième ligne centre,. À la même période, il représente les équipes jeunes de la province de North Canterbury,.
Au cours de sa scolarité, il change de poste afin de se convertir en pilier. C'est à ce poste qu'il joue avec l'équipe première de son établissement, dont il devient le capitaine en 2017,. En 2017 également, il joue avec l'équipe des moins de 18 ans des Crusaders.
Après avoir terminé le lycée, il décide de rejoindre en 2019 l'Academy (centre de formation) de la province de Canterbury, il remporte le championnat provincial des moins de 19 ans en 2019,. Il participe au championnat provincial des moins de 19 ans en 2018 et 2019, remportant à chaque fois la compétition,. À côté de sa formation rugbystique, il étudie la gestion des terres et des biens à l'université de Lincoln (en), et joue avec le club amateur de l'université dans le championnat de la région de Canterbury,.
Faisant également partie de l'Academy des Crusaders, il joue avec l'équipe Development (espoir) de la franchise des Crusaders en 2020.
Plus tard la même année, il est retenu dans l'effectif senior de la province de Canterbury pour disputer la saison 2020 de NPC (championnat des provinces néo-zélandaises),. Il fait ses débuts professionnels le 11 septembre 2020 face à North Harbour, et il est alors le vis-à-vis de l'expérimenté All Black Karl Tuʻinukuafe,. Il joue sept matchs lors de sa première saison, dont une seule titularisation.
Dans la foulée de ses débuts au niveau provincial, il est retenu par les Crusaders pour disputer la saison 2021 de Super Rugby,,. Il joue son premier match le 26 février 2021 face aux Highlanders lors du Super Rugby Aotearoa. Il joue trois matchs dans le peau remplaçant en Super Rugby Aotearoa, avant de jouer une rencontre, également comme remplaçant, lors de l'édition Trans-Tasman qui la suit immédiatement. Il joue le reste du temps avec l'équipe Development de la franchise.
Toujours en 2021, il joue neuf matchs de NPC avec Canterbury, dont deux titularisations.
Lors de la saison 2022 avec les Crusaders, il gagne du temps de jeu, et se partage désormais le poste de pilier droit avec Oli Jager,. Il se fait remarquer par sa robustesse en mêlée fermée, où il est comparé à l'emblématique Owen Franks, qu'il combine avec une mobilité supérieure dans le jeu courant,.
La saison suivante, il se blesse gravement au pied lors du premier match, mettant un terme prématuré à sa saison.

### En équipe nationale
Fletcher Newell est sélectionné en 2019 avec l'équipe de Nouvelle-Zélande des moins de 20 ans pour participer au championnat junior océanien, et joue deux matchs lors du tournoi,. Il est ensuite retenu afin de participer au championnat du monde junior 2019 en Argentine. Les jeunes néo-zélandais terminent à une décevante septième place, tandis que Newell dispute trois rencontres lors du tournoi,. À la fin de l'année, il est élu meilleur joueur néo-zélandais de sa catégorie d'âge,.
En juillet 2022, il est sélectionné pour la première fois avec les All Blacks par Ian Foster, afin de préparer le Rugby Championship. Il remplace alors Ofa Tu'ungafasi, contraint de déclarer forfait après une blessure aux cervicales. Il obtient sa première cape internationale le 13 août 2022 face à l'Afrique du Sud à Johannesbourg.
Le 7 août 2023, il est sélectionné pour disputer la Coupe du monde en France. Son équipe termine la compétition à la seconde place, après une défaite en finale face à l'Afrique du Sud. D'un point de vue personnel, il joue quatre matchs, tous comme remplaçant.

## Palmarès

### En franchise
- Vainqueur du Super Rugby Aotearoa en 2021 avec les Crusaders.
- Vainqueur du Super Rugby en 2022, 2023 et 2025 avec les Crusaders.

### En équipe nationale
- Vainqueur du Rugby Championship en 2022.
- Finaliste de la Coupe du monde en 2023.

## Statistiques

### En équipe nationale
Au 25 novembre 2024, Fletcher Newell compte 22 capes en équipe de Nouvelle-Zélande, dont 1 en tant que titulaire, depuis le 13 août 2022 contre l'équipe d'Afrique du Sud à Johannesbourg. Il inscrit 1 essai (5 points).
Avec les All Blacks, il dispute une Coupe du monde en 2023. Il a participé à deux éditions du Rugby Championship, en 2022 et 2024. Il dispute huit rencontres dans cette compétition.